# Allen Covert
Allen Covert, född 13 oktober 1964 i West Palm Beach, Florida, USA, amerikansk skådespelare och komiker. 
Covert är vän med Adam Sandler sedan lång tid tillbaka och har medverkat i flera av Sandlers filmer. Han skriver ofta manus till Sandlers filmer och sketcher. Covert höjde sin profil som skådespelare då han spelade Sandlers bästa vän i The Wedding Singer (1998) innan han tog mindre roller som lymlar såsom den vällustiga nördiga journalisten i Mr. Deeds (2002) och som den skrytsamma rivalen i Anger Management (2003), en film där han också var exekutiv producent. Han spelade också Sandlers homosexuella kompis i Big Daddy (1999). Covert gick på New York University där han var klasskamrat med Sandler.
Covert hade sin första huvudroll 2006 i filmen Grandma's Boy för Sandlers produktionsbolag Happy Madison. Covert är också filmförfattare till Happy Madison-produktionen The Benchwarmers som släpptes 7 april 2006.